# Platyceps bholanathi
Espèce
Synonymes
- Coluber bholanathi Sharma, 1976

Statut de conservation UICN

 DD  : Données insuffisantes
Platyceps bholanathi est une espèce de serpents de la famille des Colubridae.

## Répartition
Cette espèce est endémique d'Inde. Elle se rencontre dans les États d'Andhra Pradesh et du Tamil Nadu.

## Publication originale
- Sharma, 1976 : Some observations on ecology and systematics of Coluber bholanati, a new species of snake from India. Comparative Physiology and Ecology, vol. 1, no 3, p. 105-107